# هيركوليز غوميز
هيركوليز غوميز (بالإنجليزية: Herculez Gomez) (مواليد 6 أبريل 1982 في لوس أنجلوس) لاعب كرة قدم أمريكي يلعب حاليا في نادي باتشوكا المكسيكي .

## روابط خارجية
- هيركوليز غوميز على موقع الاتحاد الدولي (مؤرشف)  (الإنجليزية)
- هيركوليز غوميز على موقع الدوري الأمريكي (الإنجليزية)
- هيركوليز غوميز على موقع قاعدة بيانات كرة القدم.إي يو (الإنجليزية)
- هيركوليز غوميز على موقع ناشيونال فوتبول تيمز (الإنجليزية)
- هيركوليز غوميز على موقع Soccerway.com (الإنجليزية)
- هيركوليز غوميز على موقع كووورة
- هيركوليز غوميز على موقع AS.com (الإسبانية)